# Elaphropoda taiwanica
Elaphropoda taiwanica är en biart som beskrevs av Wu 2000. Elaphropoda taiwanica ingår i släktet Elaphropoda och familjen långtungebin. Inga underarter finns listade i Catalogue of Life.